# Cabaret Läderlappen

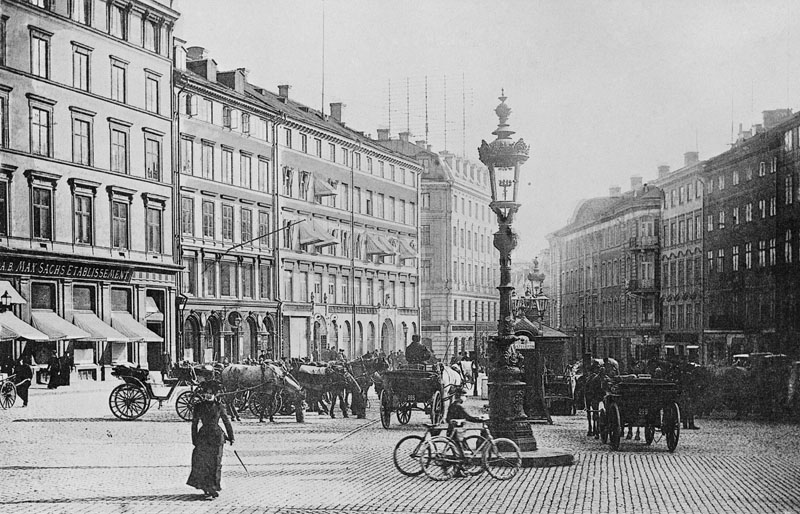
Brunkebergstorg omkring år 1910.

Cabaret Läderlappen var en återkommande kabaré som under andra halvan av 1910-talet framfördes på Hotell Gillet vid Brunkebergstorg i Stockholm. Kabarén öppnade på nyårsafton 1915. Den sista föreställningen spelades den 31 oktober 1919.
Kabaréns namn har kopplats samman med en rysk kabaret med samma namn, som grundades år 1908 av skådespelaren Nikita Baliev i Moskva.

## Historik
Cabaret Läderlappen framfördes i det då nybyggda hotell Gillets festsal, med hotelldirektören Agne Meurling som initiativtagare. Cabaret Läderlappen byggde på den tyska kabarétraditionen, och flera framträdande artister kom från Tyskland. Bland de svenska artisterna som uppträdde på kabarén fanns skådespelaren Lili Ziedner, som agerade konferencier 1916–1918, revyförfattaren och sångaren Karl-Ewert Christenson och lutsångaren Gunnar Bohman, som var bland annat var Bellmantolkare och under en period även kabaréns konstnärlige ledare och konferencier vid föreställningarna.
Gillets festsal rymde ungefär 200 personer. Scenen var liten. Publiken satt vid småbord där de fick beställa öl och vin. Om de ville ha starkare drycker fick de beställa det i ett angränsande rum.
Evert Taube, som hade scendebuterat i början av februari 1918 då han framförde egna visor i Smögens godtemplarloge, gjorde ett avstamp i sin professionella karriär som visartist genom att framträda på Cabaret Läderlappen under perioden 10 januari till 11 februari 1919. Enligt egen uppgift framförde han då som första sång den egna visan "Karl Alfred och Ellinor". Taubes medverkan uppmärksammades i stockholmsmedierna, bland annat i en recension i Svenska Dagbladet dagen efter debuten. Denna recension, "Sjögång på Läderlappen", var skriven av signaturen "Plang", som enligt Taube-forskaren David Anthin har visat sig vara Taube själv. Hans lön för sin medverkan i kabarén var 1 000 kronor per månad.
Läderlappen blev något mer långlivad än liknande kabaréer i Stockholm, bland dem Svarta katten som hade sin sista föreställning nyårsafton 1918. Orsaken var en ny lag som började gälla vid årsskiftet 1918/1919. Den gjorde det förbjudet att servera rusdrycker i samband med bland annat skådespel samt varieté- och cirkusföreställningar. Flera av de ledande artisterna valde att lämna Läderlappen, för att istället ägna sig åt kabaréframträdanden i Helsingfors. Läderlappen försökte att fortsätta verksamheten trots alkoholförbudet. Sista säsongen hösten 1919 var artisten Valdemar Dalquist den drivande kraften bakom kabarén, men alkoholförbudet bidrog till att publikens intresse avtog. Cabaret Läderlappen framförde sin sista föreställning den sista oktober 1919, med ett tillfälligt tillstånd att servera vin den sista kvällen.